# Cerithium phoxum
Cerithium phoxum is een slakkensoort uit de familie van de Cerithiidae. De wetenschappelijke naam van de soort is voor het eerst geldig gepubliceerd in 1880 door Watson.